# 寺沢知佳子
寺沢 知佳子（てらさわ ちかこ、1984年2月27日 - ）は、広島県を拠点に活動するタレント、リポーター。

## 来歴
母親のふるさとである京都府を自らの出身地としている。
広島修道大学在学中、広島ホームテレビのイベントなどに従事する「ホームシスターズ」の一員となり、同局の番組に出演。ホームシスターズを卒業してからは、広島テレビで放送の『ズームイン!!SUPER』（日本テレビ）ローカルパートやテレビ新広島で放送の『ひろしま満点ママ!!』など、県内他局で放送される番組にも出演する。また、サンフレッチェ広島のスタジアムDJアシスタントも務めていた。
2014年に結婚し、7年間出演した『ひろしま満点ママ!!』を卒業。後に2児の母になる。その後も育児をしながら活動を続けており、テレビCMへの出演、イベントや披露宴の司会、広島ガスからの依頼による小学校での出張授業などを行っている。

## 出演

### テレビ番組
- Fantasista（広島ホームテレビ） - サポーターギャル[3]
- テレビ宣言（広島テレビ） - JR西日本インフォマーシャル「JR旅宣言」担当
- ズームイン!!SUPER ローカルパート（広島テレビ） - お天気コーナー担当
- ハイ!東広島です（広島テレビ） - リポーター
- ひろしま満点ママ!!（テレビ新広島） - 「情報スパイス」「パシャリ☆旅ガール」担当[6]

### CM
- マジックソルト（エスビー食品）
- カルピス（アサヒ飲料）
- ウォンツ
- 味の素AGF
- スポーツクラブ ルネサンス
- 広島テレビ住宅展示場 ピッピえきや
- JR西日本
- 広島トヨペット